# Mine de plomb
 (novembre 2022).
Ne doit pas être confondu avec mines de plomb.
La mine de plomb, parfois également appelée style de plomb, crayon de plomb ou pointe de plomb est un outil d'écriture et de dessin en forme de crayon, généralement sans étui de bois contrairement au crayon (parfois appelé aussi crayon à papier, crayon à mine, etc.), qui est composé de plomb, d'argent ou d'alliage à base de plomb, de bronze ou d'étain.
Le terme mine de plomb en minéralogie est un synonyme désuet du graphite, pris ici dans son sens originel, « pierre destinée à écrire ou dessiner ».

## Historique

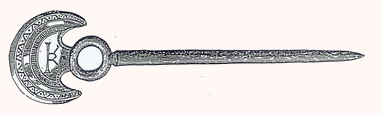
Mine de plomb ancienne.

La première utilisation du plomb dans le domaine de l'écriture fut le tracé de lignes fines sur les supports d'écriture pour assurer la rectitude des lignes écrites. Égyptiens, Grecs et Romains utilisaient de petits disques de plomb (en latin : plumbum) qu'ils glissaient le long d'une règle pour « régler » le papyrus ou le parchemin.
Les mines de plomb pointues pour régler, mettre en page et dessiner sont attestées dans des écrits du XIIe siècle ; le moine Théophile écrit que l'on « dessine sur les parchemins avec un style formé d'un alliage de trois parties de plomb pour une partie de bronze. »
Différents minerais de plomb, taillés en baguettes, étaient également utilisés ; leur fragilité les faisait recouvrir de cuir ou enchâsser dans une gaine de bois dès le XIVe siècle. Ils étaient les ancêtres du crayon. En allemand on utilise le mot Bleistift pour « crayon », signifiant littéralement « crayon de plomb », qui montre bien l'origine du crayon, de même qu'en anglais le mot lead (dans lead pencil) désigne aussi bien le « plomb » que la « mine » de crayon.
Lors de dragages de la Seine à Paris, sous le Second Empire, de nombreuses mines de plomb en plus ou moins bon état, datant du Moyen Âge jusqu'au XVIIIe siècle, furent découvertes. Ces crayons de plomb étaient en grande partie fabriqués et vendus dans les échoppes situés sur les parapets du pont Neuf, d'où leur présence dans le fleuve.
La mine de graphite commença à concurrencer la mine de plomb après la découverte du gisement de graphite (appelé plombagine) de Borrowdale, dans le Cumberland, en 1564, et, plus tard, d'autres gisements en Allemagne. Toutefois, le graphite étant très cher jusqu'au XIXe siècle, la mine de plomb resta longtemps en usage. Au XVIIIe siècle les écoliers réglaient encore leurs cahiers avec des mines de plomb.
Les dessins destinés aux plans d'architectes, aux esquisses de peintres, aux graveurs sont dits « à la mine de plomb » et concernent des travaux exécutés jusqu'à la fin du XVIIIe siècle.

## Forme, fabrication et utilisation

### Mine de plomb ancienne
Le plomb ou l'alliage fondu était coulé dans un moule en pierre donnant la forme de la mine et de la décoration de la tête, puis parachevé.
La forme en demi-lune de la tête est en général décorée de motifs religieux ou floraux et permettait de régler le papier, tout comme les disques romains.

### Mine de plomb moderne
Les outils de dessin vendus aujourd'hui sous l'appellation de mine de plomb ne sont plus en plomb ou en alliage mais en graphite. La mine en graphite est beaucoup plus grosse que la mine d'un crayon et fait environ 5 à 7 mm de diamètre. Elle est en général recouverte d'une fine pellicule de matière plastique transparente.
Ils s'utilisent à peu près comme un crayon mais possèdent l'avantage d'avoir une différence de contraste (atteinte par pression plus ou moins forte de l'outil sur le support) plus étendue qu'un seul crayon graphite. Cependant, si les crayons les plus gras gardent un noir plus profond, la mine de plomb reste généralement dans les gris. La pierre noire a des propriétés proches au niveau des variations, mais a un noir bien plus profond.
Comme pour le crayon, on en trouve des secs et des gras, l'échelle allant de 9H (le plus sec) au 9B (le plus gras), en passant par la HB et le F.